# Каштелу-Родригу
Каштелу-Родригу (порт. Castelo Rodrigo)  —  район (фрегезия) в Португалии,  входит в округ Гуарда. Является составной частью муниципалитета  Фигейра-де-Каштелу-Родригу. По старому административному делению входил в провинцию Бейра-Алта. Входит в экономико-статистический  субрегион Бейра-Интериор-Норте, который входит в Центральный регион. Население составляет 469 человек на 2001 год. Занимает площадь 27,52 км².
Покровителем района считается Дева Мария (порт. Maria). 
Герб представляет собой белое поле с перевёрнутым гербом Португалии, так как местные жители когда-то спрятали у себя проигравшего претендента на королевский трон. 